# Équipe d'Aruba masculine de volley-ball
Cet article traite de l'équipe masculine. Pour l'équipe féminine, voir Équipe d'Aruba féminine de volley-ball.
L'équipe d'Aruba de volley-ball est composée des meilleurs joueurs arubéens sélectionnés par la Fédération arubéenne de Volleyball (Aruba Volleyball Association, AVA). Elle est actuellement classée au 115e rang de la FIVB au 15 janvier 2010.

## Sélection actuelle
Sélection pour les qualifications aux Championnats du monde 2010.

Entraîneur :  John van der Lee ; entraîneur-adjoint :  Michelangelo Boekhoudt

## Palmarès et parcours

### Palmarès
Néant.